# Comuna de Rakoniewice
Rakoniewice (polaco: Gmina Rakoniewice) é uma gminy (comuna) na Polónia, na voivodia de Grande Polónia e no condado de Grodziski. A sede do condado é a cidade de Rakoniewice.
De acordo com os censos de 2004, a comuna tem 12 404 habitantes, com uma densidade 61,7 hab/km².

## Área
Estende-se por uma área de 201,15 km², incluindo:
- área agrícola: 52%
- área florestal: 41%

## Demografia
Dados de 30 de Junho 2004:
|                      | Total   | Total | Mulheres | Mulheres | Homens  | Homens |
| -------------------- | ------- | ----- | -------- | -------- | ------- | ------ |
|                      | pessoas | %     | pessoas  | %        | pessoas | %      |
| População            | 12 404  | 100   | 6194     | 49,9     | 6210    | 50,1   |
| Densidade (pop./km²) | 61,7    | 100   | 30,8     | 30,8     | 30,9    | 30,9   |

De acordo com dados de 2002, o rendimento médio per capita ascendia a 1278,2 zł.

## Subdivisões
- Adolfowo, Blinek, Błońsko, Cegielsko, Drzymałowo, Elżbieciny, Głodno, Gnin, Gola, Goździn, Jabłonna, Komorówko, Kuźnica Zbąska, Łąkie, Łąkie Nowe, Narożniki, Rakoniewice-Wieś, Rataje, Rostarzewo, Ruchocice, Stodolsko, Tarnowa, Terespol, Wioska, Wola Jabłońska.

## Comunas vizinhas
- Grodzisk Wielkopolski, Kamieniec, Nowy Tomyśl, Przemęt, Siedlec, Wielichowo, Wolsztyn